# Hornbjarg
Hornbjarg är ett stup i republiken Island. Det ligger i Hornstrandirs naturreservat i regionen Västfjordarna, i den nordvästra delen av landet, 260 km norr om huvudstaden Reykjavik. Stupets högsta punkt, Kálfatindur, ligger 534 m ö.h. Hornbjarg räknas som ett av Islands tre största fågelberg.